# William Powell
William Horatio Powell (Pittsburgh, 29 juli 1892 - Palm Springs, 5 maart 1984) was een Amerikaans acteur. 

## Biografie
Powell wilde altijd al acteren. Toen hij 18 was ging hij drama studeren. In 1912 studeerde hij af. Vervolgens ging hij naar Broadway en in 1922 begon hij een carrière in Hollywood. Zijn eerste hoofdrol kwam in 1929. 

In 1931 trouwde hij met actrice Carole Lombard, van wie hij weer scheidde in 1933. Hij werd daarna bekend door zijn rollen in de Thin Man-series. Hij speelde hierin samen met Myrna Loy. Uiteindelijk zouden ze samen in 14 films spelen. 

In 1935 kreeg hij een relatie met Jean Harlow en ze verloofden zich. Ze trouwden echter nooit. Harlow stierf in 1937. 
Powell stierf een natuurlijke dood in 1984.

## Filmografie
- Biblioteca Nacional de España: XX1119015
- Bibliothèque nationale de France: cb14050967h (data)
- Catàleg d'autoritats de noms i títols de Catalunya: 981058509064106706
- Gemeinsame Normdatei: 132278375
- International Standard Name Identifier: 0000 0001 2127 5781
- Library of Congress Control Number: n84143459
- MusicBrainz: f1965d53-34b9-4b8e-951c-73e6b931a7d5
- National Archives and Records Administration: 16987244
- Nationale Bibliotheek van Tsjechië: pna2012681837
- Nationale Bibliotheek van Israël: 987007426933505171
- Nederlandse Thesaurus van Auteursnamen: 243110510
- Istituto Centrale per il Catalogo Unico: USMV983919
- SNAC: w6vx112k
- Système universitaire de documentation: 144387425
- Trove: 925093
- Virtual International Authority File: 34659879
- WorldCat: E39PBJcKPCmrWVBGGgBFfgkVYP